# Piège nazi pour sept espions
Pour plus de détails, voir Fiche technique et Distribution.
Piège nazi pour sept espions (titre original : Trappola per sette spie) est un film d’espionnage italien réalisé par Mario Amendola et sorti en 1966.

## Synopsis
Après la fin de la Seconde Guerre mondiale, Von Rittenau, un ancien colonel d'un groupe de SS, est caché dans un vieux château fort en France et organise un piège contre sept anciens espions qui avaient travaillé pour les alliés pendant la guerre. Von Rittenau a trouvé leurs noms dans d'anciennes archives de la Gestapo et maintenant veut ainsi se venger contre les vainqueurs de la guerre.

## Fiche technique
- Titre original : Trappola per sette spie
- Titre français : Piège nazi pour sept espions
- Réalisation : Mario Amendola
- Dates de sortie : 
  -  Italie : 1er décembre 1966
  -  France : 26 avril 1972

## Distribution
- Eduardo Fajardo : le colonel SS Von Rittenau
- Carlo Giuffré : Castellotti
- Yvonne Bastién : Micaela
- Mirko Ellis : Hampstead
- Bruno Cirino : agent de Police nationale
- Piero Morgia : disciple de Néonazisme
- Mila Stanić : Nadia